# Illes Ascrib
Les Illes Ascrib (Na h-Eileanan Ascrib en gaèlic, Ascrib Islands en anglès) formen un petit arxipèlag a les Hèbrides Interiors en el loch Snizort, al nord-oest de l'illa de Skye d'Escòcia.
L'arxipèlag s'estén al llarg de la costa est de la península de Waternish de l'illa de Skye de manera al·liniada en cinc illes i alguns esculls banyat per les aigües del llac Snizort. L'illa més gran, que és també la més meridional, s'anomena South Ascrib i posseeix el punt més alt del conjunt amb 41 metres d'altura. Totes les illes són poc escarpades i cap d'elles no està coberta d'arbres.
Les illes i esculls de l'arxipèlag en són:
- South Ascrib
- Scalp Rock
- Eilean Garave
- Sgeir a’ Chapuill
- Sgeir a’ Chuain
- Eilean Creagach
- Eilean Losal.[1]

Amb l'illa d'Isay situada en el loch veí de Dunvegan, les Illes Ascrib constitueixen des del 17 de març de 2005 una zona especial de conservació (SAC : Special area of conservation) per la presència de la marsopa comuna, (Phocoena phocoena) i de colònies reproductives de foques comunes (Phoca vitulina).
Les illes són propietat de Peter Garth Palumbo, baró Palumbo, promotor immobiliari, mecenes i membre del partit conservador britànic des de l'any 1990.
Existeix una sola casa a l'illa de South Ascrib.